# آتشین شرابه‌ای
آتشین شرابه‌ای (نام علمی: Aethionema fimbriatum) نام یک گونه از سرده آتشین است. جنس یا سردهٔ آتشین در ایران ۱۱ گونه گیاه علفی یک ساله و چند ساله دارد. آتشین شرابه‌ای یکی از این ۱۱ گونهٔ موجود در ایران است.